# Złote Wybrzeże (Afryka)
Złote Wybrzeże (ang. Gold Coast) – część wybrzeża Zatoki Gwinejskiej (Ocean Atlantycki) w Afryce Zachodniej. Zostało ono odkryte przez Portugalczyków pod koniec XV wieku. W XVI wieku przez jego porty wywożono wydobywane w głębi lądu złoto, a stanowiło to aż 35% światowej produkcji tego kruszcu. Obecnie poza złotem eksportuje się również diamenty, mangan i boksyty. Duże porty morskie tego regionu to Sekondi-Takoradi, Akra, Tema.
Od nazwy wybrzeża nazwę przyjęła również istniejąca w latach 1901–1957 brytyjska kolonia Złote Wybrzeże, która po odzyskaniu niepodległości zmieniła nazwę na Ghana.
Może odnosić się też do:
- Brandenburskie Złote Wybrzeże, była kolonia niemiecka
- Brytyjskie Złote Wybrzeże, była kolonia brytyjska
- Duńskie Złote Wybrzeże, była kolonia duńska
- Holenderskie Złote Wybrzeże, była kolonia holenderska
- Portugalskie Złote Wybrzeże, była kolonia portugalska
- Szwedzkie Złote Wybrzeże, była kolonia szwedzka